# Sixty Six to Timbuktu
Albums de Robert Plant
Dreamland
(2002) Mighty ReArranger
(2005)
Sixty Six to Timbuktu est une compilation du chanteur de rock anglais Robert Plant. Elle sort le 4 novembre 2003 sous forme de double compact-disc sur le label Mercury Records.

## Historique
Le premier disque comprend des chansons figurant sur les sept premiers albums (hormis Pictures at Eleven) solos de l'artiste enregistrés entre 1983 et 2002 plus un titre ,Sea of Love, qui fut enregistré pour l'album The Honeydrippers: Volume One en 1984. 
Le second album propose des titres rares et parfois inédits allant de 1966 jusqu'à un enregistrement effectué en public lors du Festival au désert en 2003.
L'album se classé à la 27e place des charts britanniques et à la 134e du Billboard 200 américain. Il est certifié disque d'argent par la British Phonographic Industry pour soixante mille exemplaires vendus.

### Présentations des titres du second Cd (Démos, inédits et raretés)
- You Better Run est une reprise du groupe américain The Rascals. Robert Plant enregistra ce titre en 1966 alors qu'il était le chanteur du groupe Listen [4],[5].
- Our Song fut enregistré en 1967 et paru sous le nom de Robert Plant. Ce titre est la version anglaise de la chanson La musica è finita popularisée par la chanteuse italienne Ornella Vanoni [6],[7].
- Hey Joe et For What It's Worth sont deux reprises enregistré en 1967 lorsque Robert fit partie avec John Bonham du Band of Joy. Ces deux titres font partie des quatre démos que le groupe enregistra dans les Regent Studios de Londres et qui restèrent inédits jusqu'à la parution de cette compilation[4].
- Operator fut composé et enregistré par Plant (chant, harmonica) avec Alexis Korner (guitare) et Steve Miller (piano)  à Londres en 1968. On trouvera ce titre sur le double-album , Bootleg Him ! de Korner sorti en 1972[4],[8].
- Road to The Sun fut enregistré en 1983 pendant les sessions de l'album The Principle of Moments et est un titre inédit. Phil Collins joue à la batterie sur cette chanson[4].
- Philadelphia Baby, une reprise de Charlie Rich, fut enregistré par Plant, Collins (batterie, chœurs), Paul Martinez (basse, chœurs) et Dave Edmunds (guitare) sous le nom de "The Crawling King Snakes". L'enregistrement se déroula aux Sun Studios de Memphis en 1983. Ce titre fit partie de la bande son du film Porky's Revenge.
- Red for Danger est un titre inédit que Plant enregistra avec le guitariste anglais Robin George à Wolverhampton en 1988[4].
- Let's Have a Party est la reprise d'un titre d'Elvis Presley qui figura sur le projet lancé par le New Musical Express, The Last Temptation of Elvis. Robert Plant l'enregistra en 1990 aux Korner studio de Londres[4].
- Hey Jane est une chanson qui fut enregistrée en 1993 pendant les sessions de l'album Fate of Nations. S'il ne figure pas sur l"album, cette chanson sera utilisée comme face B du single I Believe[9].
- Cette reprise du célèbre Louie Louie de Richard Berry, fut enregistré en 1993 au Texas pour le compte de la bande son du film "Wayne's World 2. Robert Plant joue le solo de guitare sur ce titre[4].
- Naked If I want To, une reprise du groupe Moby Grape, fut enregistré à Londres en 1993 pendant les sessions de l'album Fate of Nations. Il sera ajouté en titre bonus au single Calling To You[4].
- 21 years, écrit avec le guitariste Rainer Ptacek, fut enregistré également à londres en 1993 et servira de titre bonus sur la version européenne du single 29 Palms[4].
- If It's Really Got To Be This Way est une reprise du chanteur de Rhythm and blues américain, Arthur Alexander. Elle fut enregistrée à Londres en 1994 pour la compilation Adios Amigo: A Tribute To Arthur Alexander  sortie en hommage à Alexander décédé d'une crise cardiaque en 1993[4], [10].
- Rude World, une chanson composée par Rainer Ptàcek, fut enregistré à Londres 1997 par Jimmy Page et Robert Plant lors de leur collaboration au sein de Page and Plant. Elle fera partie de l'album Inner Flame - a Tribute to Rainer Ptàcek[4].
- La reprise de Little Hands est un hommage au musicien américain Skip Spence, décédé en 1999. Cette reprise figure sur l'album  More Oar - A Tribute To The Skip Spence Album [4], [11].
- Life Begin Again fut enregistré par Plant, en tant qu’invité, avec le groupe de musique multi-ethnique, Afro Celt Sound System pour leur troisième album Volume 3: Further In Time[12].
- Let the Boogie Woogie Roll a été enregistré en 2002 en compagnie de Jools Holland pour l'album de ce-dernier More Friends (Small World Big Band Volume Two)[13].
- Win My Train Fare Home (Live in Timbuktu) qui conclut ce deuxième compact-disc a été enregistré lors du Festival au désert qui eut lieu en 2003 à Essakane au Mali.

## Titres
| 1.  | Tie Dye on the Highway       | Chris Blackwell, Robert Plant                                                 | Manic Nirvana, 1990                 | 5:09 |
| 2.  | Upside Down                  | David Barratt, Phil Johnstone                                                 | Titre inédit                        | 4:10 |
| 3.  | Promised Land                | Johnstone, Plant                                                              | Fate of Nations, 1993               | 4:59 |
| 4.  | Tall Cool One                | Johnstone, Plant                                                              | Now and Zen, 1988                   | 4:37 |
| 5.  | Dirt in a Hole               | Justin Adams, John Baggot, Clive Dreamer, Charlie Jones, Plant, Porl Thompson | Dreamland, éd. 2007                 | 4:44 |
| 6.  | Calling to You               | Blackwell, Plant                                                              | Fates of Nations, 1993              | 5:49 |
| 7.  | 29 Palms                     | Blackwell, Doug Boyle, Johnstone, C.Jones, Plant                              | Fates of Nations, 1993              | 4:51 |
| 8.  | If I Were a Carpenter        | Tim Hardin                                                                    | Fates of Nations, 1993              | 3:47 |
| 9.  | Sea of Love                  | Phillip Baptiste, George Khoury                                               | The Honeydrippers: Volume One, 1984 | 3:04 |
| 10. | Darkness, Darkness           | Jesse Colin Young                                                             | Dreamland, 2002                     | 5:03 |
| 11. | Big Log                      | Robbie Blunt, Plant, Jezz Woodroffe                                           | The Principle of Moments, 1983      | 5:03 |
| 12. | Ship of Fools                | Johnstone, Plant                                                              | Now and Zen, 1988                   | 4:58 |
| 13. | I Believe (alternative take) | Johnstone, Plant                                                              | Fates of Nations, 1993              | 4:54 |
| 14. | Little by Little             | Plant, Woodroffe                                                              | Shaken 'n' Stirred, 1985            | 4:41 |
| 15. | Heaven Knows                 | Barratt, Johnstone                                                            | Now and Zen, 1988                   | 4:04 |
| 16. | Song to the Siren            | Larry Beckett, Tim Buckley                                                    | Dreamland, 2002                     | 4:06 |

| 1.  | You'd Better Run                   | Eddie Brigati, Felix Cavaliere                                                             | 2:29 |
| 2.  | Our Song                           | Umberto Bindi, Franco Califano, Nisa, Anthony Ralph Clarke                                 | 2:31 |
| 3.  | Hey Joe (Demo Version)             | William Roberts                                                                            | 4:58 |
| 4.  | For What It's Worth (Demo Version) | Stephen Stills                                                                             | 3:30 |
| 5.  | Operator                           | Alexis Korner, Steve Miller, Robert Plant                                                  | 4:36 |
| 6.  | Road to the Sun                    | Barriemore Barlow, Robbie Blunt, Phil Collins, Paul Martinez, Robert Plant, Jezz Woodroffe | 5:35 |
| 7.  | Philadelphia Baby                  | Charlie Rich                                                                               | 2:13 |
| 8.  | Red For Danger                     | Robin George                                                                               | 3:38 |
| 9.  | Let's Have a Party                 | Jessie Mae Robinson                                                                        | 3:40 |
| 10. | Hey Jayne                          | Charlie Jones, Robert Plant                                                                | 5:23 |
| 11. | Louie Louie                        | Richard Berry                                                                              | 2:52 |
| 12. | Naked if I Want To                 | Jerry Miller                                                                               | 0:46 |
| 13. | 21 Years                           | Robert Plant, Rainer Ptacek                                                                | 3:30 |
| 14. | If It's Really Got to Be This Way  | Arthur Alexander, Donnie Fritts, Gary Nicholson                                            | 3:59 |
| 15. | Rude World                         | Rainer Ptacek                                                                              | 3:45 |
| 16. | Little Hands                       | Skip Spence                                                                                | 4:19 |
| 17. | Life Begin Again                   | Simon Emmerson, Iarla Ó Lionáird, Mass, James McNally, Martin Russell                      | 6:19 |
| 18. | Let the Boogie Woogie Roll         | Ahmet Ertegün, Jerry Wexler                                                                | 2:36 |
| 19. | Win My Train Fare Home (Live)      | Justin Adams, John Baggot, Clive Deamer, Charlie Jones, Robert Plant, Porl Thompson        | 6:16 |

## Musiciens
- Robert Plant: chant, harmonica, guitare (2/9), sitar (2/10), solo de guitare (2/11), chœurs

### Robert Plant Band
- Doug Boyle: guitares (1/1, 1/2, 1/4, 1/12, 1/15)
- Kevin Scott MacMichael: guitares (1/3, 1/6, 1/7, 1/8, 1/13), (2/10, 2/12)
- Francis Dunnery: guitares (1/3), (2/11)
- Robbie Blunt: guitares  (1/11, 1/14),  (2/6)
- Chris Blackwell: batterie (1/1, 1/2, 1/4, 1/12, 1/15)
- Pete Thompson: batterie (1/6)
- Richie Hayward: batterie (1/14)
- Chris Hughes: batterie (1/3, 1/7, 1/8, 1/13), (2/10)
- Phil Johnstone: claviers (1/1, 1/2, 1/3, 1/12, 1/13, 1/15), (2/11)
- Jezz Woodroffe: claviers  (1/11, 1/14), (2/6)
- Charlie Jones: basse (1/1, 1/3, 1/6, 1/7, 1/8, 1/13), (2/10, 2/11, 2/15, 2/16) , programmation (2/10), claviers (2/15)
- Phil Scraggs: basse (1/2, 1/12, 1/15)
- Paul Martinez: basse (1/11, 1/14), (2/6)
- Mathieu Rousseau: percussions (2/19)
- Kham Meslien: basse (2/19)

### Strange Sensation
- Justin Adams: guitares (1/5, 1/10, 1/16), chœurs (1/19)
- Skin Tyson: guitares, chœurs (2/19)
- Porl Thompson: guitares (1/5, 1/10, 1/16)
- John Baggott: claviers (1/5, 1/10, 1/16)
- Charlie Jones: basse (1/5, 1/10, 1/16)
- Clive Beaver: batterie (1/5, 1/10, 1/16)

### The Honeydrippers
- Robert Plant - chant
- Jimmy Page - guitares
- Jeff Beck - guitares
- Brian Setzer - guitare
- Nile Rodgers - guitare, coproducteur
- Wayne Pedziwiatr - basse
- Paul Shaffer - claviers
- Dave Weckl - batterie

### Band of Joy
- Kevyn Gammond: guitares (2/3, 2/4)
- John Bonham: batterie (2/3, 2/4)
- Paul Lockey: basse (2/3, 2/4)
- Chris Brown: orgue (2/3, 2/4)

### The Crawling Kingsnakes
- Dave Edmunds: guitares (2/7)
- Paul Martinez: basse et chœurs (2/7)
- Phil Collins: batterie et chœurs (2/7)

### Afro Celt Sound System(2/17)
- Julie Murphy: chant
- Simon Emmerson: guitare 6 & 12 cordes
- James McNally: claviers, accordéon, Bodhrán, harmonium
- Martin Russell: programmation
- N'Faly Kouyaté: kora
- Johnny Kalsi: tambours dohol
- Demba Barry: chant
- Moussa Sissoko: tambours
- Mass: claviers, programmation
- Nawazish Ali Khan: violon
- Nigel Eaton: hurdy gurdy
- Rosie Wetters: violoncelle
- Peter Locket: grands tambours
- Hossam Ramzy: tabla égyptiens

### Autres musiciens
- Jimmy Page: solo de guitare (1/4, 1/9, 1/15), guitare (2/15)
- Alexis Korner: guitares et chœurs (2/5)
- Robin George: tous les instruments (2/8)
- Mick Green: guitare solo (2/9)
- John Tiven: guitares (2/14)
- Brett Rowan: guitares (2/14)
- Oliver Woods: guitare (2/15)
- Ines Sibun: guitare (2/16)
- Mark Flanagan: guitare (2/18)
- Chris Levzinger: guitare acoustique (2/14)
- Rainer Ptàcek: National steel guitare (2/13)
- BJ Cole: pedal steel (2/14)
- Steve Miller: piano (2/5)
- Keith miller: claviers (2/9)
- Gary Smith: claviers (2/14)
- Phil Andrews: claviers (2/15)
- Jools Holland: piano (2/18)
- Phil Collins: batterie (1/11) (2/6)
- Michael Lee: batterie (2/11, 2/15)
- Owen Hale: batterie (2/14)
- Richard Mark D'Angelo: batterie (2/9)
- Gilson Lavis: batterie (2/18)
- Steve Shoan: basse (2/9)
- Muzz Skillings: basse (2/14)
- Dave Swift: basse (2/18)
- Nicholas Meslien: basse (2/19)
- Richard Mark D'Angelo: batterie (2/9)
- Nick Lunt: saxophone baryton (2/18)
- Nigel Kennedy: violon (1/6)
- Maartin Allcock: mandolin (1/8)
- Ted Benham: vibraphone (2/16)
- Mathieu Rousseau: djembé (2/18)
- Linton Naiff: arrangement des cordes (1/9), (2/14)
- May Clee Cadman, Ginny Clee: chœurs (1/5)
- Kirsty MacColl, Marie Pierre, Toni Halliday: chœurs (1/15)
- Mark Hall, Roy Hall, G Fofie: chœurs (2/18)

## Charts et certification
Charts album
| Pays        | Durée du classement | Meilleur classement | Date             |
| ----------- | ------------------- | ------------------- | ---------------- |
| États-Unis  | 1 semaine           | 134e                | 22 novembre 2003 |
| Royaume-Uni | 3 semaines          | 27e                 | 15 novembre 2003 |

Certification
| Pays        | Certification | Ventes   | Date            |
| ----------- | ------------- | -------- | --------------- |
| Royaume-Uni | Argent        | 60 000 + | 22 juillet 2013 |